# Внешняя политика Мальдив
Внешняя политика Мальдив — общий курс Мальдив в международных делах. Внешняя политика регулирует отношения Мальдив с другими государствами. Реализацией этой политики занимается министерство иностранных дел Мальдив.

## История
Мальдивы традиционно стремились сохранить статус независимости от великих держав, одновременно сохраняя тёплые отношения со всеми членами мирового сообщества. Цели внешней политики состоят в том, чтобы получить дополнительную помощь и сохранить мир в районе Индийского океана. Примером политики неприсоединения Мальдив является тот факт, что в октябре 1977 года они отвергли предложение СССР о выделении 1 млн. долларов США в качестве арендной платы за бывшую британскую авиабазу в Гане, которая была закрыта в 1976 году. Мальдивы стали полноправным членом Содружества наций в 1985 году.
Мальдивы присутствуют в различных международных организациях. В 1965 году вступили в ООН, а в 1978 году во Всемирный банк и МВФ. В 1985 году Мальдивы стали одним из основателей Ассоциации регионального сотрудничества Южной Азии в связи озабоченностью по поводу безопасности в районе Индийского океана. С 1963 года Мальдивы участвовали в Плане Коломбо, направленному на содействие экономическому и социальному развитию в Азиатско-Тихоокеанском регионе. В 1990 году в Мале была проведена пятая ежегодная конференция СААРК. Мальдивы также являются членом Азиатского банка развития.
Будучи мусульманской нацией, Мальдивы остались в стороне от большинства проблем, связанных с исламистским (также считающимся фундаменталистским) движением на Ближнем Востоке. Мальдивы попадают в сферу влияния Индии и в 1976 году подписали соглашение, разграничивающее морскую границу между странами. В 1988 году Мальдивы получили военную помощь от Индии, в виде отправки 1600 индийских военнослужащих по просьбе президента Момуна Абдула Гаюма, чтобы отразить нападение группы наёмников.